# Pierścieniak białoniebieski

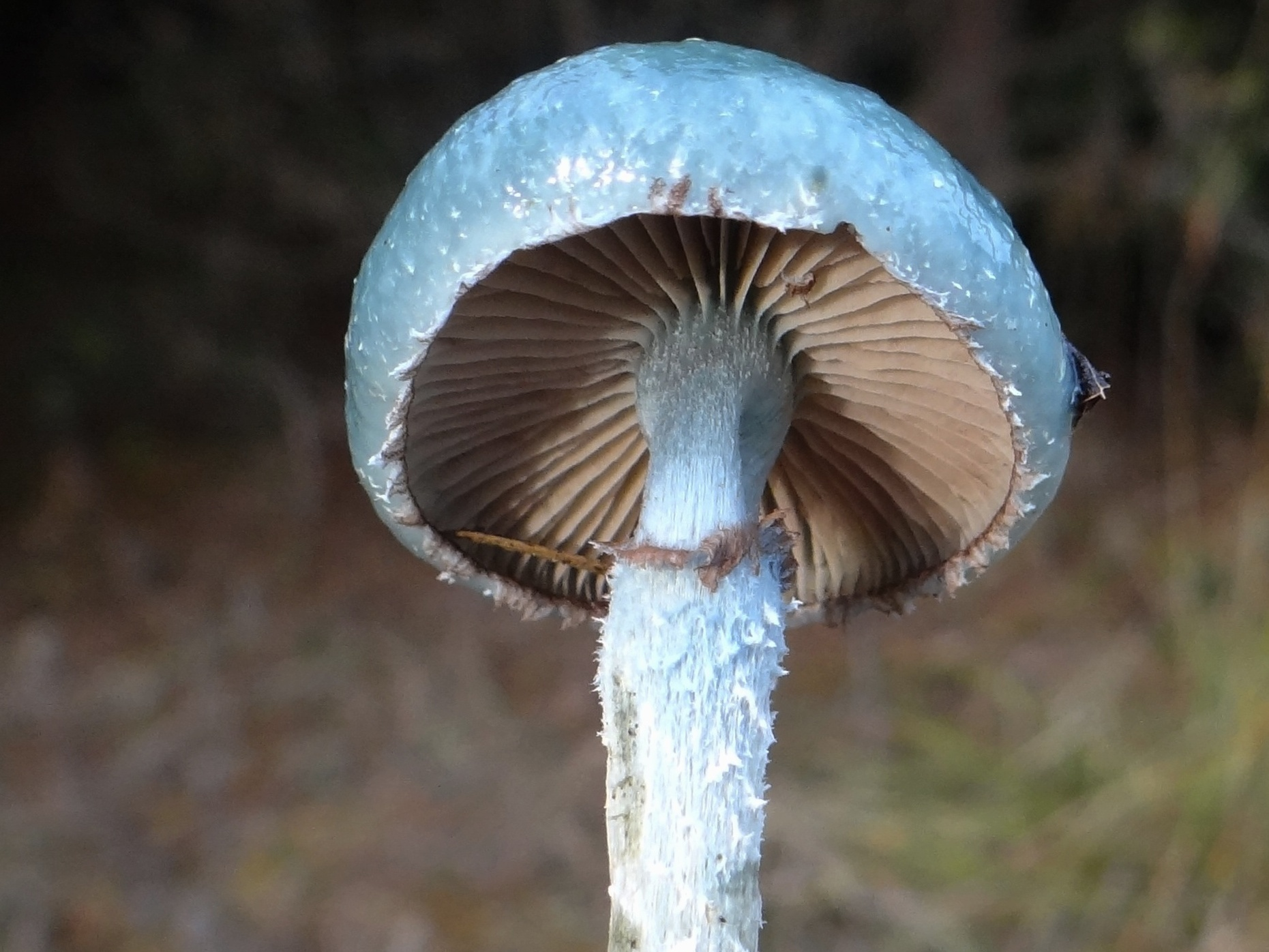

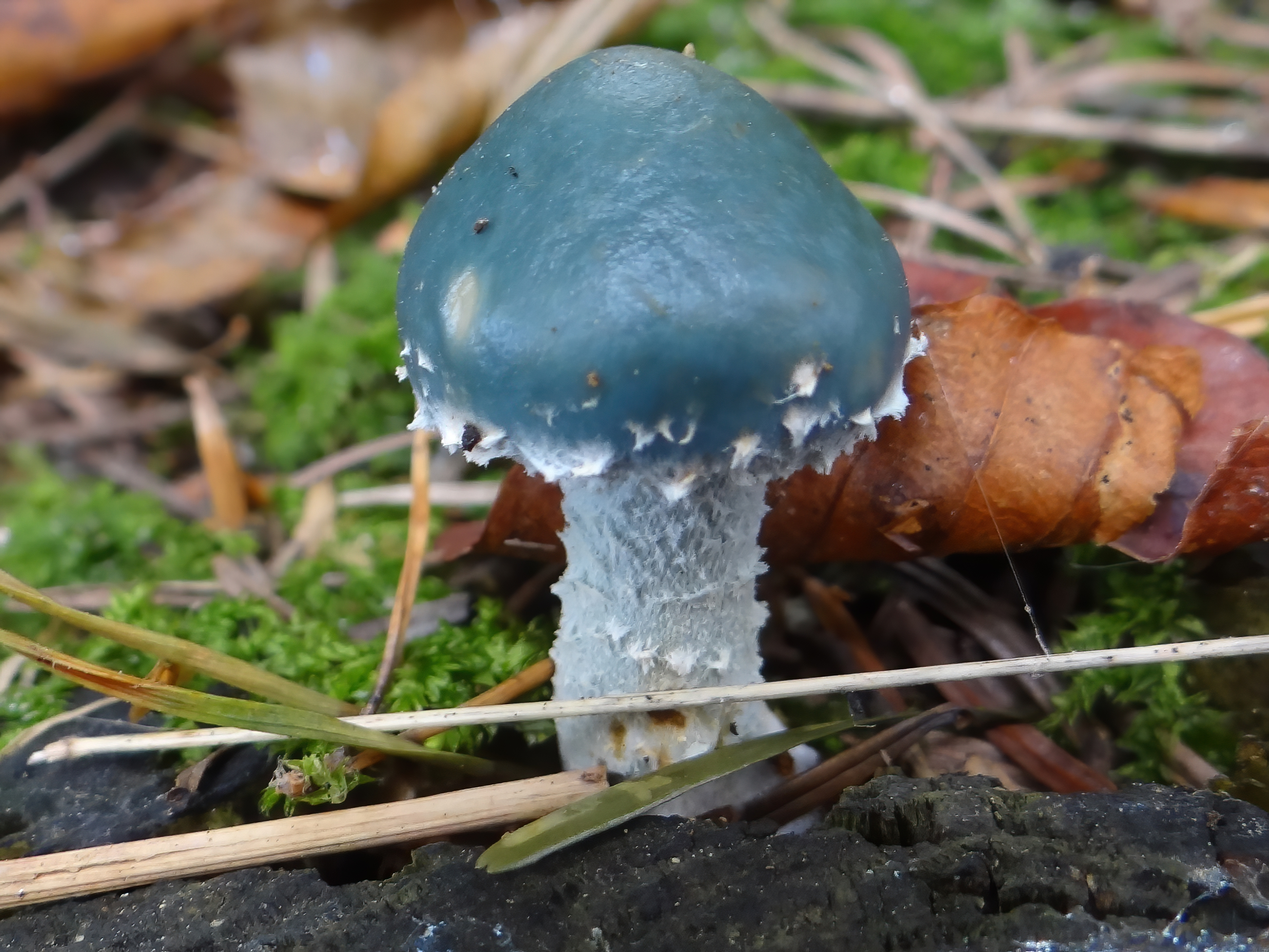

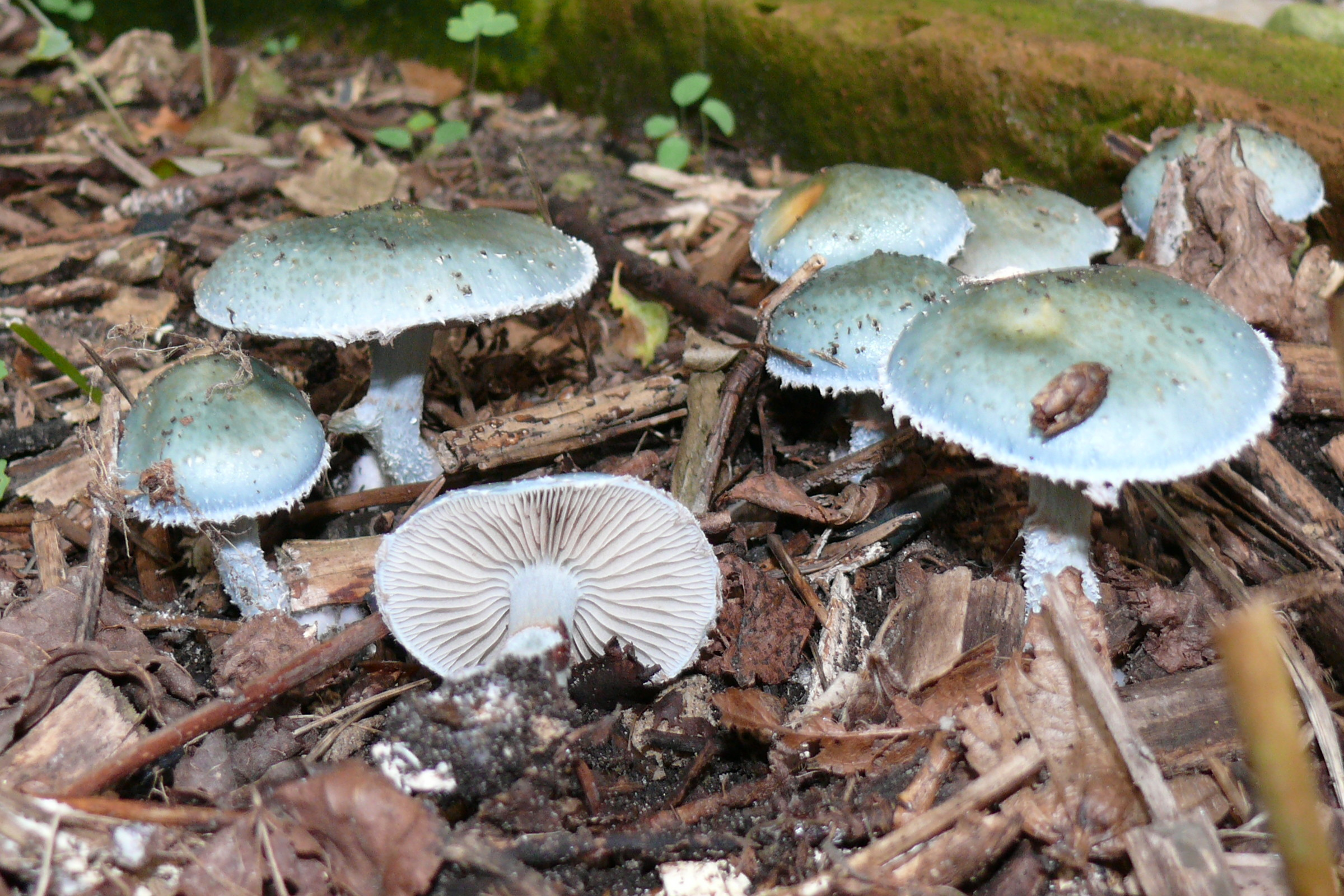

Pierścieniak białoniebieski (Stropharia caerulea Kreisel) – gatunek grzybów z rodziny pierścieniakowatych (Strophariaceae).

## Systematyka i nazewnictwo
Pozycja w klasyfikacji według Index Fungorum: Stropharia, Strophariaceae, Agaricales, Agaricomycetidae, Agaricomycetes, Agaricomycotina, Basidiomycota, Fungi.
Niektóre synonimy naukowe:
- Agaricus politus Bolton 1788
- Psilocybe caerulea (Kreisel) Noordel. 1995

W atlasach grzybów spotykane są też nazwy: łysiczka modra, pierścieniak modry.
Polską nazwę (pierścieniak białoniebieski) podał Stanisław Domański w 1955 r. Władysław Wojewoda proponuje nazwę łysiczka niebieskawa, jednak jest ona niezgodna z pozycją taksonomiczną tego gatunku, który obecnie nie należy do rodzaju łysiczka (Psilocybe), lecz do rodzaju Stropharia (pierścieniak). W tej sytuacji prawidłowa jest nazwa podana przez Domańskiego.

## Morfologia
Kapelusz
Średnica 5–7 cm. Za młodu stożkowato-łukowaty, później rozszerzony z wyraźnym garbem. Garb jest zazwyczaj tępy, rzadziej ostry. Skórka kapelusza śliska, błękitnoniebieska lub niebieskozielona, a u starszych okazów ma kolor od siarkowożółtego do kremowego. Kapelusz pierścieniaka białoniebieskiego szybko traci niebieskawą barwę.
Blaszki
Przyrośnięte i zbiegające ząbkiem. Początkowo mają cielistooliwkowy kolor, później purpurowobrązowy, a ich ostrza są białe, włókniste lub ząbkowane.
Trzon
Wysokość 3–7 cm, grubość 2–5 mm. Jest walcowaty i sprężysty. Początkowo ma niebieskozielonkawy kolor, później robi się jaśniejszy; u podstawy słomkowożółty, górą błękitnoniebieski. Na koniec staje się białawy i pokryty drobnymi płatkami lub włóknisto-łuskowaty.
Miąższ
Cienki, mięsisty. Początkowo jest błękitnozielony, potem zielonawoszary i brudnobiały, a u podstawy trzonu kremowy. Zapach kwaśny.
Wysyp zarodników
Purpurowo-brązowy. Zarodniki elipsoidalne, gładkie, o grubych ścianach i bez pory rostkowej. Rozmiar 7-9 × 4.5-6 µm.

## Występowanie i siedlisko
Występuje w Ameryce Północnej i Europie.
Rośnie na obrzeżu lasów iglastych, mieszanych i liściastych, także na polanach i pastwiskach, w parkach i ogrodach (szczególnie w sąsiedztwie pokrzywy zwyczajnej). Rośnie na ziemi, w trawie. Owocniki pojawiają się od sierpnia do listopada. Częściej spotykany jest poza lasami, preferuje gleby bogate w azot.

## Znaczenie
Grzyb niejadalny, przez grzybiarzy jest omijany. Czasami nawet uważany jest za grzyb trujący. W istocie jest nieszkodliwy, nie nadaje się jednak do spożycia ze względu na śluzowaty kapelusz i mierny smak.

## Gatunki podobne
Najbardziej podobny jest pierścieniak grynszpanowy (Stropharia aeruginosa). Jest jednak bardziej zielonkawy i na kapeluszu nie występują odcienie niebieskie. Jego blaszki są fioletowe z białymi ostrzami, jest też bardziej śliski.